# Savins
Savins és un municipi francès, situat al departament de Sena i Marne i a la regió de Illa de França. L'any 2007 tenia 608 habitants.
Forma part del cantó de Provins, del districte de Provins i de la Comunitat de comunes Bassée-Montois.

## Demografia

### Població
El 2007 la població de fet de Savins era de 608 persones. Hi havia 227 famílies, de les quals 55 eren unipersonals (20 homes vivint sols i 35 dones vivint soles), 55 parelles sense fills, 90 parelles amb fills i 27 famílies monoparentals amb fills.
La població ha evolucionat segons el següent gràfic:
Habitants censats

### Habitatges
El 2007 hi havia 282 habitatges, 233 eren l'habitatge principal de la família, 38 eren segones residències i 11 estaven desocupats. 263 eren cases i 11 eren apartaments. Dels 233 habitatges principals, 215 estaven ocupats pels seus propietaris, 18 estaven llogats i ocupats pels llogaters i 1 estava cedit a títol gratuït; 3 tenien una cambra, 21 en tenien dues, 37 en tenien tres, 38 en tenien quatre i 134 en tenien cinc o més. 198 habitatges disposaven pel capbaix d'una plaça de pàrquing. A 84 habitatges hi havia un automòbil i a 125 n'hi havia dos o més.

### Piràmide de població
La piràmide de població per edats i sexe el 2009 era:
| Homes | Edats   | Dones |
| ----- | ------- | ----- |
| 0     | 95 o +  | 0     |
| 0     | 90 a 94 | 0     |
| 0     | 85 a 89 | 4     |
| 4     | 80 a 84 | 4     |
| 12    | 75 a 79 | 24    |
| 12    | 70 a 74 | 12    |
| 8     | 65 a 69 | 4     |
| 8     | 60 a 64 | 12    |
| 20    | 55 a 59 | 12    |
| 20    | 50 a 54 | 40    |
| 44    | 45 a 49 | 12    |
| 20    | 40 a 44 | 8     |
| 20    | 35 a 39 | 16    |
| 4     | 30 a 34 | 12    |
| 8     | 25 a 29 | 0     |
| 12    | 20 a 24 | 24    |
| 24    | 15 a 19 | 20    |
| 8     | 10 a 14 | 16    |
| 8     | 5 a 9   | 4     |
| 16    | 0 a 4   | 8     |

## Economia
El 2007 la població en edat de treballar era de 385 persones, 301 eren actives i 84 eren inactives. De les 301 persones actives 284 estaven ocupades (151 homes i 133 dones) i 17 estaven aturades (7 homes i 10 dones). De les 84 persones inactives 31 estaven jubilades, 26 estaven estudiant i 27 estaven classificades com a «altres inactius».

### Ingressos
El 2009 a Savins hi havia 234 unitats fiscals que integraven 612 persones, la mediana anual d'ingressos fiscals per persona era de 19.740 €.

### Activitats econòmiques
Dels 16 establiments que hi havia el 2007, 1 era d'una empresa extractiva, 1 d'una empresa de fabricació d'altres productes industrials, 3 d'empreses de construcció, 2 d'empreses de comerç i reparació d'automòbils, 1 d'una empresa de transport, 2 d'empreses d'hostatgeria i restauració, 1 d'una empresa financera, 3 d'empreses de serveis, 1 d'una entitat de l'administració pública i 1 d'una empresa classificada com a «altres activitats de serveis».
Dels 4 establiments de servei als particulars que hi havia el 2009, 1 era una fusteria, 2 lampisteries i 1 restaurant.
L'any 2000 a Savins hi havia 3 explotacions agrícoles que ocupaven un total de 363 hectàrees.

## Equipaments sanitaris i escolars
El 2009 hi havia una escola elemental integrada dins d'un grup escolar amb les comunes properes formant una escola dispersa.

## Poblacions més properes
El següent diagrama mostra les poblacions més properes.